# رستم و سهراب (نمایش‌نامه)
رستم و سهراب (انگلیسی: Rustom O Sohrab) یک نمایش‌نامه حماسی اثر آقا حشر کشمیری شاعر و نمایش‌نامه‌نویس اهل کشمیر است که به زبان اردو نوشته و برای اولین بار در سال ۱۹۲۹ منتشر شد.
این نمایش‌نامه بازگوکننده داستان «رستم و سهراب» غم‌انگیزترین تراژدی شاهنامه فردوسی است.